# Domenico Lusverg

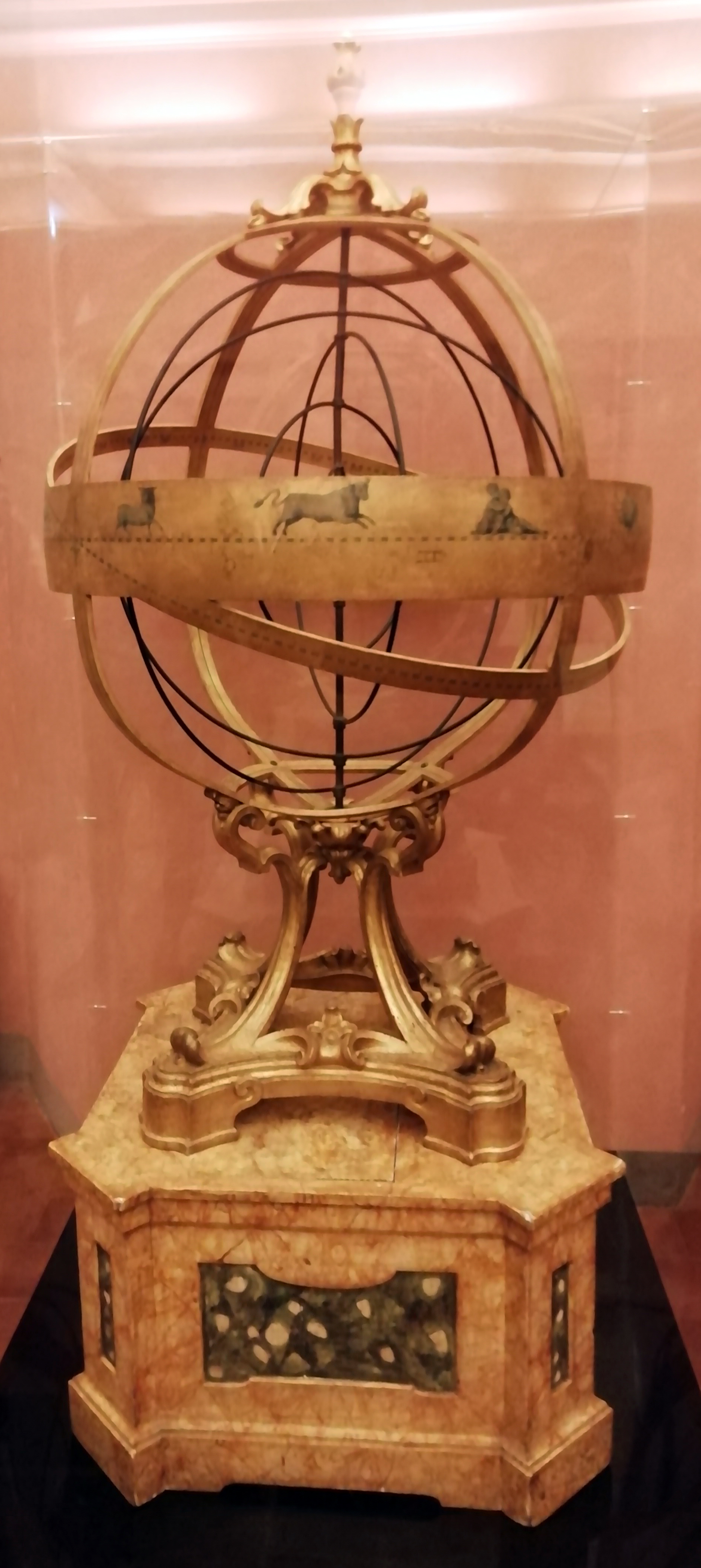
Sfera armillare di Lusverg conservata al Museo della Specola di Bologna

Domenico Lusvergh (Fazzano, Correggio, 1669 – Roma, 1744) è stato un artigiano e progettista italiano.

## Biografia
Domenico Lusvergh fu il nipote del celebre artigiano scientifico Giacomo Lusverg (c. 1636-1689). Dopo un'iniziale educazione compiuta dai Padri Scolopi di San Pantaleo a Roma, andò ancora giovanissimo a bottega ed apprese l'arte della fabbricazione artigianale degli strumenti scientifici su ordinazione. Assumerà la direzione della bottega artigianale alla morte di Giacomo, continuando la tradizionale costruzione degli strumenti scientifici che diverranno noti in tutto il mondo per l'alto pregio, per la precisione e la stabilità degli stessi.

## Strumentazioni

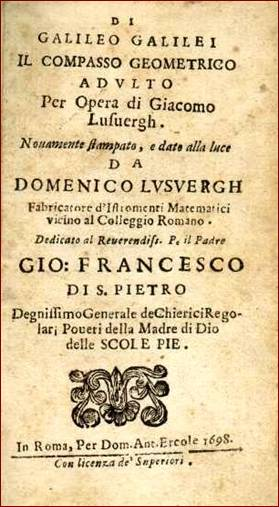

Numerosissime le strumentazioni d'alto pregio costruite dalla bottega Lusvergh e presenti ancora oggi in numerosi musei del mondo.
Talvolta gli strumenti non sono attribuibili con certezza ai due artigiani. Quello che è noto è che Giacomo mantenne la sua bottega nella piazza del Collegio Romano nel periodo compreso dal 1672 e la sua morte, nel 1689.
La tipologia delle strumentazioni artigianali è ad ampio spettro: dagli strumenti matematici e geometrici tra i quali si evidenziano gli strumenti in ottone, agli strumenti di misura sino alle componenti per le osservazioni astronomiche che consentirono notevoli scoperte scientifiche. Tra esse ne ricordiamo alcune notevoli:
- Quadrante astronomico mobile di Domenico Lusverg (Roma, 1702)
- Quadrante astronomico mobile di Domenico Lusverg (Roma, 1703)
- Semicircolo murale di Domenico Lusverg (Roma, 1704)
- Sfera armillare di Domenico Lusverg (Roma, 1744)